# Dakos
Dakos (em grego: ντάκος; romaniz.: ntakos), também conhecido como koukouvagia ou koukouvayia (κουκουβάγια; "coruja") ou ainda, no leste de Creta, kouloukopsomo (de koulouki [cachorrinho] + psomi [pão], alegadamente por ser o pão dado às crias de cães), também conhecido como "bruschetta grega", pelas semelhanças com aquela especialidade italiana, é um meze (acepipe) cretense que consiste numa fatia de pão seco molhado ou tosta de cevada (paximadi) ou de grão-de-bico coberto com pedaços de tomate, queijo feta ou mizithra, azeitonas e temperado com ervas como orégão seco. Geralmente é consumido como aperitivo ou ao pequeno-almoço. o termo dakos pode também designar apenas a tosta ou pão seco que serve de base ao prato.
Originalmente uma receita de pobres, atualmente encontra-se no menu de muitos restaurantes. Ao contrário do pão fresco, o paximadi estava disponível em qualquer lugar e em qualquer altura, tornando-o adequado para, por exemplo, pastores e pescadores, e graças aos seus ingredientes simples, constituía um alimento completo de fácil confeção. A receita exata varia de lugar para lugar.